# 星丘站 (大阪府)
星丘站（日语：／ Hoshigaoka eki */?）是位於大阪府枚方市星丘二丁目，京阪電氣鐵道（京阪）交野線的車站。車站編號為KH62。

## 歷史
原本站內前往枚方市方向月台只有行人隧道連接，因此輪椅使用者如果枚方市方向月台來往私市方向的閘口時，需要職員協助下使用站外平交道越過路軌，然後使用專用斜道進入枚方市方向月參。後來車站進行無障礙化工程。在2011年（平成23年）3月31日，枚方市方向月台新設閘口，該處設有無障礙廁所和斜道。

### 年表
- 1938年（昭和13年）11月1日 - 信貴生駒電鉄信貴生駒電鐵（日语：信貴生駒電鉄信貴生駒電鐵）枚方線枚方東口（現時：枚方市）至村野之間開通，此站啟用。
- 1939年（昭和14年）5月1日 - 路線轉讓至交野電氣鐵道（日语：交野電気鉄道）。
- 1945年（昭和20年）
  - 5月1日 - 公司合併，成為京阪神急行電鐵車站[2]。
  - 9月15日 - 為了防止運輸混亂，車站暫停使用[2]。
- 1946年（昭和21年）2月15日 - 車站重開[2]。
- 1949年（昭和24年）12月1日 - 公司分離，成為京阪電氣鐵道車站。
- 1968年（昭和43年）12月1日 - 月台延伸，改善車站設施[2]。
- 1971年（昭和46年） 6月6日 - 中宮信號所至村野之間雙線化。此站設置了相對式月台。新設站內行人隧道和改善車站大樓設施[2]。
- 2011年（平成23年）3月31日 - 西出口閘口開始使用[3]。

## 車站構造
車站是一座地面車站，設有2面2線的相對式月台。私市方向月台和枚方市方向月台上均設有閘口，當中枚方市方向月台一邊的閘口無人當值。私市方向月台上設有斜道與無障礙廁所，枚方市方向月台上設有斜道。私市方向月台處設有閘口、售票處和IC卡發售處。私市方向月台上設有廁所。另外，兩月台之間設有閘內行人隧道。

### 月台
| 月台 | 路線   | 上下行 | 方向                                 |
| ---- | ------ | ------ | ------------------------------------ |
| 1    | 交野線 | 上行   | 枚方市、淀屋橋、中之島線、出町柳方向 |
| 2    | 交野線 | 下行   | 交野市、私市方向                     |

所有上行列車均以枚方市站作為終點站，前往淀屋橋、中之島線方向或出町柳方向的乘客需要在枚方市站轉乘。另外，兩月台均可容納5卡列車。

## 使用狀況
在2019年（令和元年）度指定日調查的一日上下車人次為4,885人。在交野線中，僅次於私市，為第二少人使用的車站。
以下為各年度指定日調查的一日上下車、乘車人次列表。
| 年度   | 指定日     | 指定日   | 參考資料    |
| 年度   | 上下車人次 | 乘車人次 | 參考資料    |
| ------ | ---------- | -------- | ----------- |
| 2000年 | 6,380      | 3,275    | [ 統計 1 ]  |
| 2001年 | -          | -        |             |
| 2002年 | 5,873      | 2,988    | [ 統計 2 ]  |
| 2003年 | 5,857      | 2,961    | [ 統計 3 ]  |
| 2004年 | 5,916      | 3,027    | [ 統計 4 ]  |
| 2005年 | 5,805      | 2,943    | [ 統計 5 ]  |
| 2006年 | 5,656      | 2,876    | [ 統計 6 ]  |
| 2007年 | 5,534      | 2,806    | [ 統計 7 ]  |
| 2008年 | 5,371      | 2,745    | [ 統計 8 ]  |
| 2009年 | 5,239      | 2,613    | [ 統計 9 ]  |
| 2010年 | 5,299      | 2,715    | [ 統計 10 ] |
| 2011年 | 5,228      | 2,638    | [ 統計 11 ] |
| 2012年 | 4,979      | 2,534    | [ 統計 12 ] |
| 2013年 | 4,935      | 2,509    | [ 統計 13 ] |
| 2014年 | 5,160      | 2,607    | [ 統計 14 ] |
| 2015年 | 5,194      | 2,595    | [ 統計 15 ] |
| 2016年 | 5,086      | 2,567    | [ 統計 16 ] |
| 2017年 | 4,960      | 2,524    | [ 統計 17 ] |
| 2018年 | 5,084      | 2,602    | [ 統計 18 ] |
| 2019年 | 4,885      | 2,479    | [ 統計 19 ] |

## 車站周邊
站前較多住宅。
- 天野川（日语：天野川 (大阪府)）
- 枚方星丘郵局
- 7-11枚方村野西町店(向南步行5分鐘)

## 相鄰車站
京阪電氣鐵道
 交野線
■普通
宮之阪（KH61）－星丘（KH62）－村野（KH63）

## 注腳

### 統計資料
1. ↑  大阪府統計年鑑（平成13年）PDF
2. ↑  大阪府統計年鑑（平成15年）PDF
3. ↑  大阪府統計年鑑（平成16年）PDF
4. ↑  大阪府統計年鑑（平成17年）PDF
5. ↑  大阪府統計年鑑（平成18年）PDF
6. ↑  大阪府統計年鑑（平成19年）PDF
7. ↑  大阪府統計年鑑（平成20年）PDF
8. ↑  大阪府統計年鑑（平成21年）PDF
9. ↑  大阪府統計年鑑（平成22年）PDF
10. ↑  大阪府統計年鑑（平成23年）PDF
11. ↑  大阪府統計年鑑（平成24年）PDF
12. ↑  大阪府統計年鑑（平成25年）PDF
13. ↑  大阪府統計年鑑（平成26年）PDF
14. ↑  大阪府統計年鑑（平成27年）PDF
15. ↑  大阪府統計年鑑（平成28年）PDF
16. ↑  大阪府統計年鑑（平成29年）PDF
17. ↑  大阪府統計年鑑（平成30年）PDF
18. ↑  大阪府統計年鑑（令和元年）PDF
19. ↑  大阪府統計年鑑（令和2年）PDF

## 外部連結
- 星丘 - 京阪電氣鐵道